# Progetti di Citizen science
I progetti di Citizen Science sono attività organizzate e sostenute da una vasta gamma di organizzazioni in modo che semplici cittadini possano contribuire alla ricerca scientifica. Le attività collegate alla Citizen science sono di vario tipo e spaziano dal trascrivere vecchi giornali di bordo di navi per digitalizzare i dati climatici e geografici come nel progetto Old Weather ad osservare e contare gli uccelli presso la propria abitazione o in campo aperto come in eBird. Per quanto concerne la partecipazione si va da quella semplice proposta dal progetto EyeWirenel quale si ricostruiscono le immagini dei neuroni collegati alla retina ad una più complessa come quella proposta da Mark2Curein cui si devono riconoscere termini e collegamenti di causalità in abstract di articoli scientifici nell’ambito della ricerca medica. Un ramo sempre più importante della Citizen Science è quello che riguarda la mappatura di determinati fenomeni ed eventi che utilizzano smartphone e tablet o computer collegati a particolari sensori come nel progetto Quake-catcher network.

## Progetti attivi
Di seguito è riportata una lista di alcuni dei progetti di citizen science attualmente attivi, rimandando alla Lista dei progetti di calcolo distribuito per quelli che, pur da considerarsi progetti di citizen science, richiedono solo risorse di calcolo.
| Titolo progetto                                        | Disciplina di riferimento                                         | Descrizione | Organizzazione                                                                                        | Tipologia di partecipazione | Data inizio | Sito web                                                  |
| ------------------------------------------------------ | ----------------------------------------------------------------- | --- | --- | --------------------------- | ----------- | --------------------------------------------------------- |
| Argosentinel - Argomarine                              | Inquinamento, Mare                                                | Rilevamento sversamento di petrolio                                                                                | Consiglio Nazionale delle Ricerche - Progetto FP7 EU                                                  | Sul campo                   | 2009        | Argo Sentinel - Argomarine                                |
| Digital Access to a Sky Century @ Harvard              | Astronomia                                                        | Trascrizione di dati da logbook di gestione dei telescopi dell'Harvard-Smithsonian Center for Astrophysics         | Harvard-Smithsonian Center for Astrophysics                                                           | On line                     | 2001        | Logbook Transcription Center                              |
| Disk Detective                                         | Astronomia                                                        | Individuazione di dischi di accrescimento intorno alle stelle                                                      | NASA - Zooniverse                                                                                     | On line                     | 2014        | Disk Detective                                            |
| eBird                                                  | Ornitologia                                                       | Osservazione e catalogazione di uccelli                                                                            | Cornell Lab of Ornithology, National Audubon Society                                                  | Sul campo, On line          | 2002        | eBird                                                     |
| EyeWire                                                | Neuroscienze                                                      | Individuazione di neuroni in immagini di sezioni anatomiche                                                        | | On line                     | 2012        | EyeWire                                                   |
| Foldit                                                 | Biochimica                                                        | RIsoluzione di puzzle biochimici on line per la risoluzione e progettazione di proteine                            | University of Washington                                                                              | On line                     | 2008        | Foldit Archiviato il 4 aprile 2011 in Internet Archive.   |
| Galaxy Zoo                                             | Astronomia                                                        | Classificazione delle galassie                                                                                     | Zooniverse                                                                                            | On line                     | 2007        | Galaxy Zoo                                                |
| iNaturalist                                            | Botanica, Entomologia, Ecologia, Ornitologia, Fenologia, Zoologia | Esplorazione del mondo naturale                                                                                    | California Academy of Science                                                                         | Sul campo, On line          | 2008        | iNaturalist                                               |
| MIPP - Monitoring of insects with public participation | Entomologia                                                       | Monitoraggio di alcune specie di coleotteri                                                                        | Corpo Forestale dello Stato                                                                           | Sul campo, on line          | 2016        | MIPP Archiviato il 14 settembre 2016 in Internet Archive. |
| Microscopy Masters                                     | Biochimica                                                        | Identificare proteine congelate in immagini prese da microscopi elettronici per costruirne modelli tridimensionali | Zooniverse                                                                                            | On line                     | 2015        | Microscopy masters                                        |
| Nature's Notebook                                      | Fenologia                                                         | Esplorazione del mondo naturale                                                                                    | USA National Phenology Network                                                                        | Sul campo, On line          | 2007        | Nature's Notebook                                         |
| Old Weather                                            | Climatologia                                                      | Trascrizione di dati climatici e geografici da diari di bordo di navi                                              | Zooniverse                                                                                            | On line                     | 2008        | Old Weather                                               |
| Quake-catcher network                                  | Sismologia                                                        | Rilevamento di terremoti tramite l'uso di accelerometri collegati a computer                                       | Stanford University                                                                                   | Sul campo, On line          | 2008        | Quake-catcher network                                     |
| Radio Meteor Zoo                                       | Astronomia, Radioastronomia                                       | Individuazione delle tracce radioastronomiche di meteore                                                           | Zooniverse                                                                                            | On line                     | 2016        | Radio Meteor Zoo                                          |
| School of ants                                         | Ecologia, Entomologia                                             | Studio e monitoraggio delle specie di formiche che vivono in ambiente urbano                                       | Myrmecology Lab dell'Università degli studi di Parma Archiviato il 9 giugno 2006 in Internet Archive. | Sul campo                   | 2016        | School of ants                                            |
| eBMS (European Butterfly Monitoring Scheme)            | Entomologia                                                       | monitoraggio lepidotteri                                                                                           | www.bc-europe.eu Università di Torino                                                                 | Sul campo                   | 2019        |                                                           |

## Progetti non attivi
| Titolo progetto   | Disciplina di riferimento | Descrizione                               | Organizzazione | Tipologia di partecipazione | Data      | Sito web di riferimento |
| ----------------- | ------------------------- | ----------------------------------------- | -------------- | --------------------------- | --------- | ----------------------- |
| Ice Investigators | Planetologia              | Individuazione ed evoluzione di ghiacciai | CosmoQuest.org | On line                     | 2011-2012 | CosmoQuest.org          |